# Rżew-Bałtycki
Rżew-Bałtycki – węzłowa stacja kolejowa w miejscowości Rżew, w obwodzie twerskim, w Rosji. Węzeł linii Moskwa - Siebież z liniami do Torżoku i Wiaźmy.

## Historia
Stacja powstała na początku XX w. na linii moskiewsko-windawskiej pomiędzy stacjami Zubcow i Czertolino.